# Peltigera ulcerata
Peltigera ulcerata är en lavart som beskrevs av Müll. Arg. Peltigera ulcerata ingår i släktet Peltigera och familjen Peltigeraceae.   Inga underarter finns listade i Catalogue of Life.